# Кубок Вандербильта

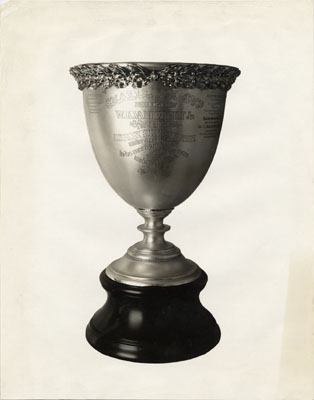
Кубок Вандербильта

Кубок Вандербильта — первое крупное соревнование по автоспорту в США, организованное газетным магнатом Уильямом Киссэмом Вандербильтом II и проводившееся в 1904—1916 годах. Потомки Уильяма проводили три серии соревнований с тем же названием — 1936—1937, 1960, 1996—2007.

## 1904—1906
Уильям Киссэм Вандербильт II, сын газетного магната Уильяма Киссэма Вандербильта, родился в 1878 году и вырос в роскоши. В юношестве увлекался конным и парусным спортом, пока не заказал из Франции трёхколёсный автомобиль «Де Дион-Бутон». С тех пор, несмотря на то, что он участвовал в регатах и даже занимал в них призовые места, яхты отошли на второй план, уступив место скоростным автомобилям. В 1902 году Вандербильт ставит рекорд скорости в 102 км/ч, в 1904 — перебивает рекорд, поставленный Фордом.
В те времена американской автомобильной промышленности практически не было, только что зародилась Американская автомобильная ассоциация (ААА). Чтобы стимулировать промышленность, в 1904 году 26-летний Уильям предлагает ААА идею: провести автомобильную гонку в окрестностях его имения на Лонг-Айленде. Несмотря на протесты фермеров, считавших автомобили игрушкой для богатых, 23 августа 1904 г. власти округа Нассау разрешили гонки на дорогах общего пользования, рассчитывая на прибыль от тысячной толпы зрителей. Первые две гонки должен был проводить Вандербильт, а дальше — страна-победительница.
Правила гонки были просты: автомобиль должен быть полностью произведён в той стране, которую он представляет; его вес должен быть в пределах от 400 кг до 1 т. Экипаж каждого автомобиля состоял из двух человек (водителя и механика), минимальный вес каждого — 60 кг (если гонщики не дотягивали до этой массы, автомобиль догружался балластом). Было принято 18 заявок — 6 из Франции, по 5 из США и Германии, 2 из Италии. Одним из участников был Эллиот Шепард, двоюродный брат Вандербильта.
Дорога была далека от идеала, но это была одна из лучших дорог, существовавших в США. При проезде через густонаселённые места предписывалось снизить скорость, один участок надо было пройти не меньше, чем за 6 минут, другой — не меньше, чем за 3. На дороге было несколько железнодорожных переездов — для них была своя сложная процедура проезда. Всю дорогу вымостили гравием, а незадолго до гонки залили нефтью — разбрызгивавшаяся грязная жижа мешала гонщикам, но и указывала верный путь в лабиринте дорог. Наиболее опасные участки пришлось наскоро перестроить, и они буквально ощетинились острыми камнями. К тому же под деревней Иерихон разъярённые фермеры насыпали на дорогу стекла и гвоздей. Чтобы бороться с проколами, на трассе стояли шиноремонтные пункты. Качество их работы варьировалось; некоторые компании даже не удосужились устроить механикам тренировку. Победитель, Джордж Хиз, признался, что, прождав 15 минут, он сам вмешался и сменил шину.
Автомобили того времени мало чем отличались от моторизованных телег. Не было ни каркасов безопасности, ни ремней, на многих конструкциях применялись деревянные рамы и ручной бензонасос. Качавший топливо механик не всегда смотрел на дорогу, и потому именно он, а не водитель, страдал чаще всего.
Гонка проводилась 8 октября и больше напоминала ралли, чем Гран-при — машины выпускались с интервалом в 2 минуты. Зрителей, рассчитывавших увидеть, как американские машины оставляют европейцев позади, собралось, по разным подсчётам, от 30 до 50 тысяч. Однако этого не было — в семичасовой гонке с небольшим отрывом победил французский «Панар», за рулём которого был американец Джордж Хиз, живший тогда в Париже. Не обошлось и без несчастных случаев: на втором круге «Мерседес» Вильгельма Вернера проколол шину и перевернулся. Водитель получил травму, механика Карла Мензеля раздавило автомобилем. Как только занявший второе место француз Альбер Клема́н пересёк финишную черту, толпа начала расходиться, несмотря на то, что на трассе были и другие автомобили. Гонку остановили, чудом обошлось без жертв. На момент остановки гонки на ходу было всего пять машин.
После гонки Клеман подал апелляцию. Дело в том, что теоретически можно было быстро проехать населённую зону, а потом остановиться для ремонта, за это француза и задержали на 8-м круге. В ответ он заявил: так поступали все. Протест рассматривал сам Вандербильт и оставил штраф в силе.
В ответ на критику, гонка 1905 года больше не проходила через населённые пункты. По новым правилам, одна страна могла выставить только 5 машин, и чтобы собрать из 12 заявок команду США, провели отборочный раунд — несмотря на протесты, только двоих победителей приняли в команду, остальные трое были лучшими машинами, которые по каким-то причинам задержались.
В гонке участвовали лучшие европейские гонщики. Винченцо Лянча, лидируя с большим отрывом, был выбит кем-то из аутсайдеров, победителем стал Викто́р Эмери́ на автомобиле «Даррак». Победитель предыдущей гонки Хиз был вторым.

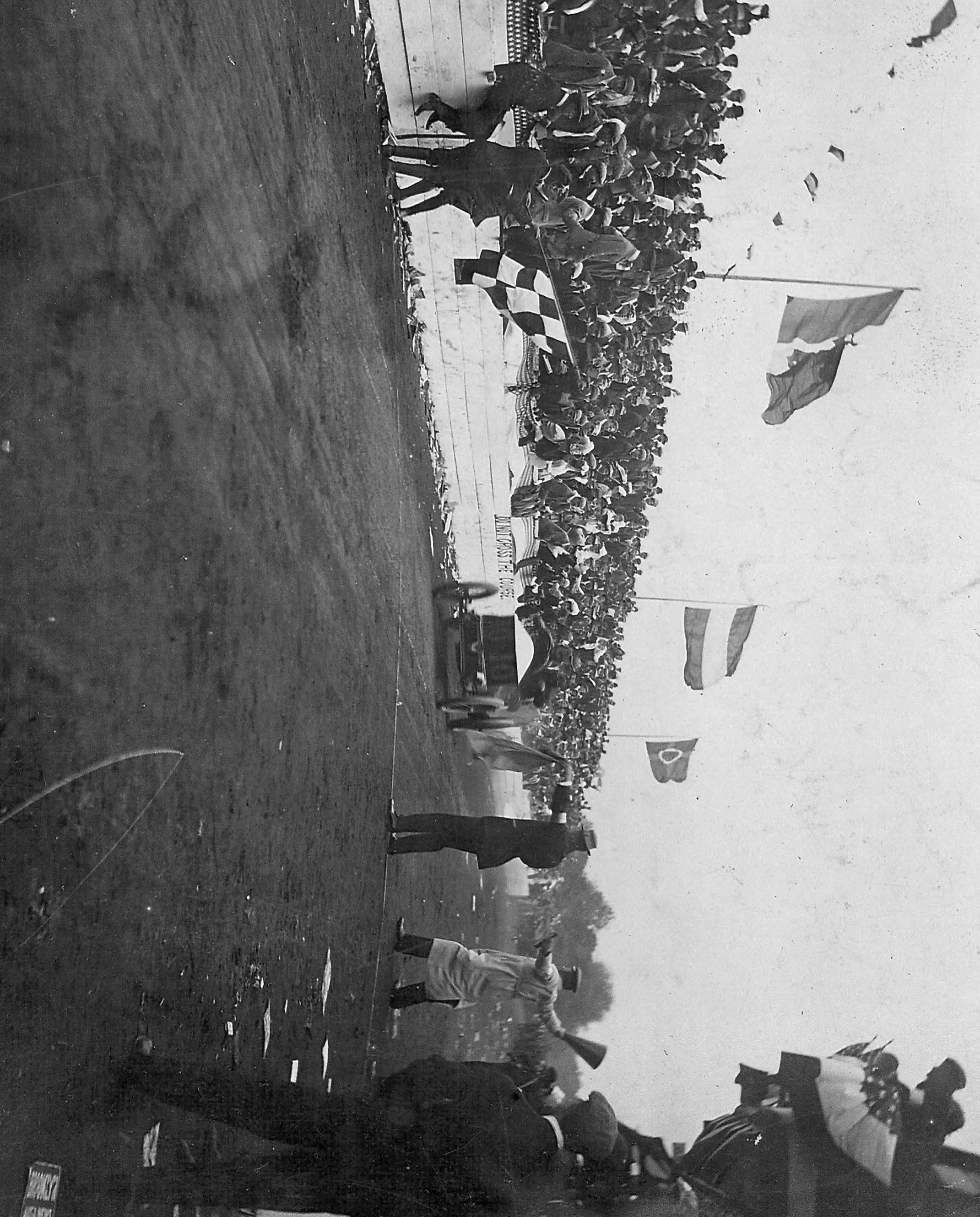
Самая старая сохранившаяся фотография клетчатого флага (кубок Вандербильта 1906)

С победой Эмери принимать гонки должна была Франция, но Автомобильный клуб Франции не проявил интереса. Так что в 1906 году гонки снова проводились в Лонг-Айленде. К гонке был приурочен бродвейский мюзикл «Кубок Вандербильта», все гонщики получили места в ложах.
Сама гонка проводилась 6 октября 1906 года, в ней стартовало 17 машин. На гонку пришло более 150 тысяч зрителей. После старта зрители повалили защитные барьеры и ситуация в любой момент могла обернуться массовой трагедией. Чтобы совладать с толпой, Вандербильт проехал круг на своём «Мерседесе», расчищая путь гонщикам. Этот отчаянный шаг сработал — несмотря на то, что публика находилась в непосредственной близости от автомобилей, погиб всего один зритель.
Из-за проблем безопасности и нападок окрестных фермеров дальнейшие гонки на обычных дорогах проводить было бессмысленно.
- 1904 —  Джордж Хиз (Panhard)
- 1905 —  Виктор Эмери (Darracq)
- 1906 —  Луи Вагнер (Darracq)

## 1908—1910

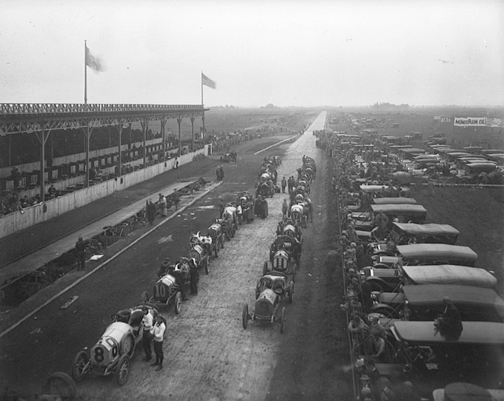
Стартовая решётка в 1910 году

Проблему фермеров Вандербильт разрешил просто: он скупил всю окрестную землю. Из-за разногласий со скупкой гонку 1907 года пришлось пропустить, и к гонке-1908 Вандербильт построил 77-километровую дорогу, известную как Long Island Motor Parkway. Для гонки был выбран маршрут длиной 26 км. Когда на дороге не проводились гонки, она была платной дорогой общего доступа. Дорогу проложили по «Золотому побережью Лонг-Айленда», и жившие там богачи могли гонять в своё удовольствие по широкой дороге, сделанной по гоночным стандартам (хотя стандартов в то время не было) — на дорогу не допускался скот и повозки.
Регламент расширили — допускались серийные автомобили с гоночными кузовами массой до 1,2 тонны. Примерно в то же время Американский автоклуб (АКА) проводил Гран-при США в городе Саванна, и наиболее именитые европейские гонщики предпочли эту гонку кубку Вандербильта.
В гонке победил американец Джордж Робертсон на «Локомобиле» — первая победа американского автомобиля. Зрители обступили автомобиль. По телефону сигнальщикам была передана тревога; тем не менее, шедший третьим Джо Флорида не успел среагировать и врезался в толпу. Был травмирован один зритель.
В 1909 году трассу укоротили до 20 километров — предполагалось, что это повысит зрелищность гонки. Гонка проводилась поздней осенью, и из-за холодов пришло всего 20 тысяч зрителей. К тому же, связанные Конвенцией тринадцати европейские производители отказались посылать свои машины на гонки в США (только не входивший в конвенцию «ФИАТ» продолжал участвовать в гонках).
К 1910 году АКА и ААА объединились в Motor Cup Holding Company, проводившую и Гран-при США, и кубок Вандербильта. Из-за организационных проблем Гран-при США больше не проводили.
На гонку 1910 года пришло, по разным оценкам, 100—500 тысяч зрителей. И снова не обошлось без проблем — автомобиль Луи Шевроле, ехавший со скоростью 120 км/ч, перелетел через ограду, погиб механик Чарльз Миллер. В другой аварии погиб механик Эндрю Бэкон. Как результат, автогонки на дорогах общего пользования были запрещены.
- 1908 —  Джордж Робертсон (Locomobile)
- 1909 —  Гарри Грант (ALCO)
- 1910 —  Гарри Грант (ALCO)

## 1911—1916
С 1911 года гонки проводились на специализированных трассах: Саванна (1911), перекрытые улицы Милуоки, Висконсин (1913), Санта-Моника (1914, 1916), Сан-Франциско (1915). В 1916 году кубок Вандербильта, 500 миль Индианаполиса и ещё более десятка соревнований объединили в один многоэтапный чемпионат (впервые в мире!) В 1917 году США присоединились к Антанте, и гонки больше не проводились. К тому же Вандербильт чувствовал, что выполнил задание, и постепенно утратил интерес к гонкам.
После Первой мировой войны Европа и США пошли разными путями. В Европе стали развиваться шоссейно-кольцевые гонки. Соединённые Штаты предпочли соревноваться на спидвеях — коротких овальных трассах, напоминающих ипподромы.
- 1911 —  Ральф Малфорд (Lozier)
- 1912 —  Ральф ДеПальма (Mercedes)
- 1914 —  Ральф ДеПальма (Schroeder-Mercedes)
- 1915 —  Дарио Реста (Peugeot)
- 1916 —  Дарио Реста (Peugeot)

## 1936 и далее

### Попытки возрождения
Племянник Вандербильта, Джордж Вашингтон Вандербильт III, построил в Лонг-Айленде скоростную трассу, названную «автодром имени Рузвельта». «Альфа-Ромео», соблазнённая большими деньгами, выставила трёх гонщиков — и одержала победу. В 1937 году победил немец Бернд Роземайер.
- 1936 —  Тацио Нуволари (Alfa Romeo)
- 1937 —  Бернд Роземайер (Auto Union)

Трасса оказалась неинтересной, а американцы не смогли составить конкуренцию европейским машинам — поэтому гонки прекратили. Автодром был перепрофилирован в ипподром. В настоящее время на месте ипподрома находится гипермаркет.
Впрочем, ипподрому суждено было один раз поработать автодромом — Корнелиус Вандербильт в 1960 году попытался возродить кубок Вандербильта. Гонка проводилась в классе «Формула-юниор» — это были маломощные машины, напоминавшие «Формулу-1» и разгонявшиеся до 220 км/ч. Гонка была бледным подобием великих гонок 1900-х годов.
- 1960 —  Гарри Картер (Stanguellini)

Тогда Корнелиус переключился на другой класс машин. Трижды гонка на нью-йоркском автодроме Бриджхэмптон (часть чемпионата США по шоссейным гонкам) называлась «кубок Вандербильта».
- 1965 —  Джим Холл (Chaparral)
- 1967 —  Марк Донохью (Lola)
- 1968 —  Скип Скотт (Lola)

### Чампкар и Кубок Вандербильта
В честь признания заслуг Уильяма Вандербильта в истории автоспорта, копия кубка Вандербильта вручалась победителю гонки U.S. 500 (Мичиган-Спидвей), а затем победителю серии Чампкар вплоть до её банкротства в 2008 году.
- 1996 —  Джимми Вассер (Reynard-Honda)
- 1997 —  Алекс Занарди (Reynard-Honda)
- 1998 —  Грег Мур (Reynard-Mercedes)
- 1999 —  Тони Канаан (Reynard-Honda)
- 2000 —  Жиль де Ферран (Reynard-Honda)
- 2001 —  Жиль де Ферран (Reynard-Honda)
- 2002 —  Кристиано да Матта (Lola-Toyota)
- 2003 —  Пол Трейси (Lola-Ford)
- 2004 —  Себастьен Бурде (Lola-Ford)
- 2005 —  Себастьен Бурде (Lola-Ford)
- 2006 —  Себастьен Бурде (Lola-Ford)
- 2007 —  Себастьен Бурде (Panoz-Cosworth)

Однако Тони Джордж, организатор Серии Индикар, высказал интерес к Кубку как награде за победу в чемпионате.
Настоящий кубок Вандербильта сейчас хранится в Смитсоновском институте.